# フェアチャイルド・ドルニエ
フェアチャイルド・ドルニエ（Fairchild Dornier ）は1996年から2002年の間に存在し、短距離ジェット旅客機ドルニエ 328などを製造した航空機メーカー。

## 概要
ドルニエ社はドイツのツェッペリン飛行船製造会社にいた設計者クラウディウス・ドルニエが1922年に独立して設立した会社で、第二次世界大戦中はDo 17などを生産したが、1982年にダイムラー・ベンツの子会社になり、やがてダイムラー・ベンツ・エアロスペース株式会社（DASA）になったが、DASAは不振だったドルニエやフォッカーといった傘下企業の小型旅客機部門を切り離そうとした（フォッカーはこれにより倒産）。
それに乗じてアメリカ合衆国のフェアチャイルド・エアロスペースが1996年に株式を取得して、社名もフェアチャイルド・ドルニエとし、本社をテキサスにおいた。その後資本の移動により、再び本社はドイツに移動した。ドルニエ 328の後継機ドルニエ 428JET、ドルニエ 528JETは受注が見込めないことから、2000年に開発中止された。
その後、70人乗りクラスのローカル路線向けジェット旅客機フェアチャイルド・ドルニエ 728の開発を進め、2003年の初飛行を目指したが、アメリカ同時多発テロ事件の影響による航空業界の需要冷え込みの影響などで、2002年4月に経営破綻、ボーイングやボンバルディアの支援を仰ぐも調整が不調に終わり、事実上倒産した。翌2003年には事業部門毎に分割処分された。
同社の資産を買ったのはスイスのRUAGエアロスペース社、米国のAvCraft社とM7エアロスペース社であったが、「728」の開発資産の受入先は見つからなかった。

## 主な製品
- A-10
- Do 228
- Do 328
- Do 328JET
- Do 428JET （開発中止）
- Do 528JET （開発中止）
- Do 728JET （開発中止）